# 3 janvier 1969
Le vendredi 3 janvier 1969 est le 3e jour de l'année 1969.

## Naissances
- Achim Bornhak, réalisateur allemand
- Agus Gumiwang Kartasasmita, homme politique indonésien
- Alex Rossi, auteur-compositeur-interprète français
- Bertrand Fréchard, athlète français
- Emanuele Lupi, cycliste
- Gerda Weissensteiner, pilote italienne de luge et de bobsleigh
- James Carter, clarinettiste basse et saxophoniste alto, ténor, baryton de jazz
- Jarmo Lehtinen, copilote de rallye finlandais
- Jay Edwards, joueur de basket-ball américain
- John Ales, acteur américain
- Marie Darrieussecq, écrivain française
- Matheus Nachtergaele, acteur brésilien
- Michael Schumacher, pilote automobile
- Nicola Spaldin, professeure de science des matériaux.
- Oliver Janich, écrivain, journaliste et politicien allemand
- Philippe Dean, acteur pornographique français
- Reuven Atar, joueur de football israélien
- Steve Poapst, joueur et entraîneur de hockey sur glace canadien

## Décès
- Commodore Cochran (né le 20 janvier 1902), athlète américain
- Jean-Henri Focas (né le 20 juillet 1909), astronome français
- Pierre de Massot (né le 10 avril 1900), poète français

## Événements
- Début de la série télévisée allemande Der Kommissar
- Début de la série télévisée autrichienne Der alte Richter
- Diffusion de l'épisode La Colère des dieux de Star Trek